# Противообледенительная обработка

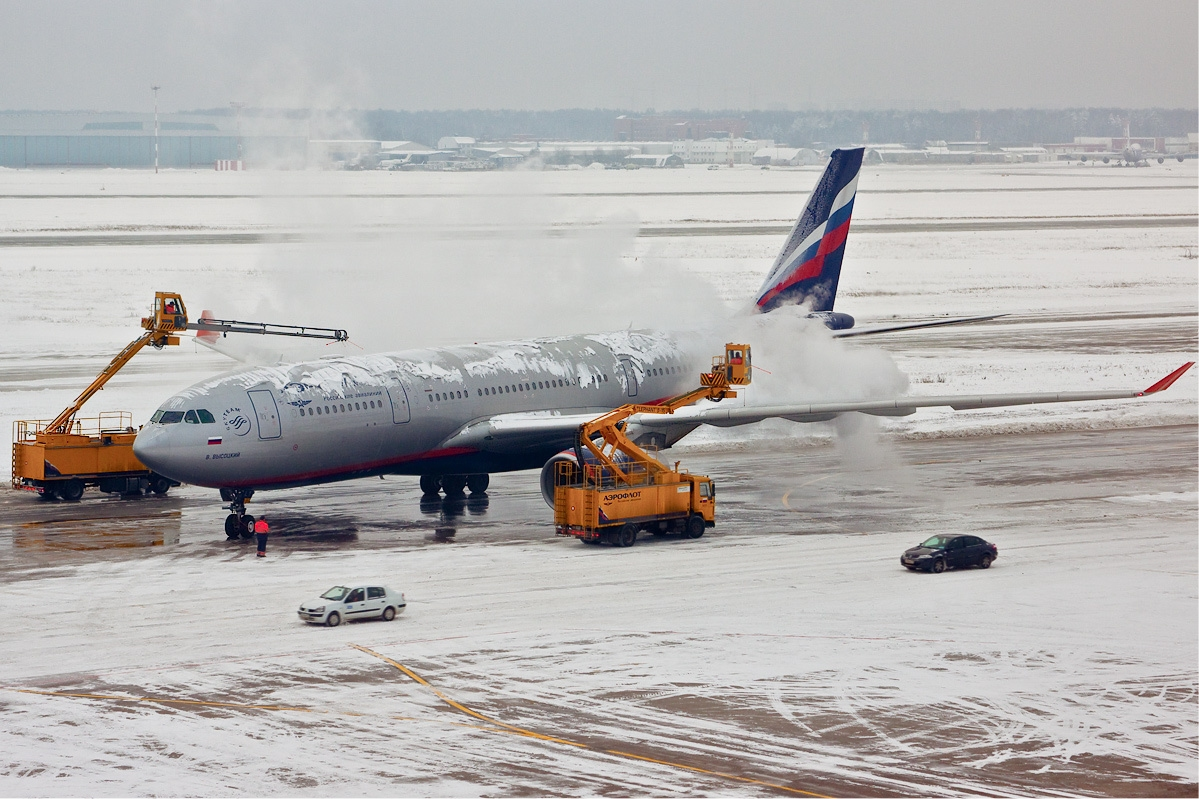
Противообледенительная обработка самолёта Airbus A330-200 компании «Аэрофлот» в аэропорту Шереметьево

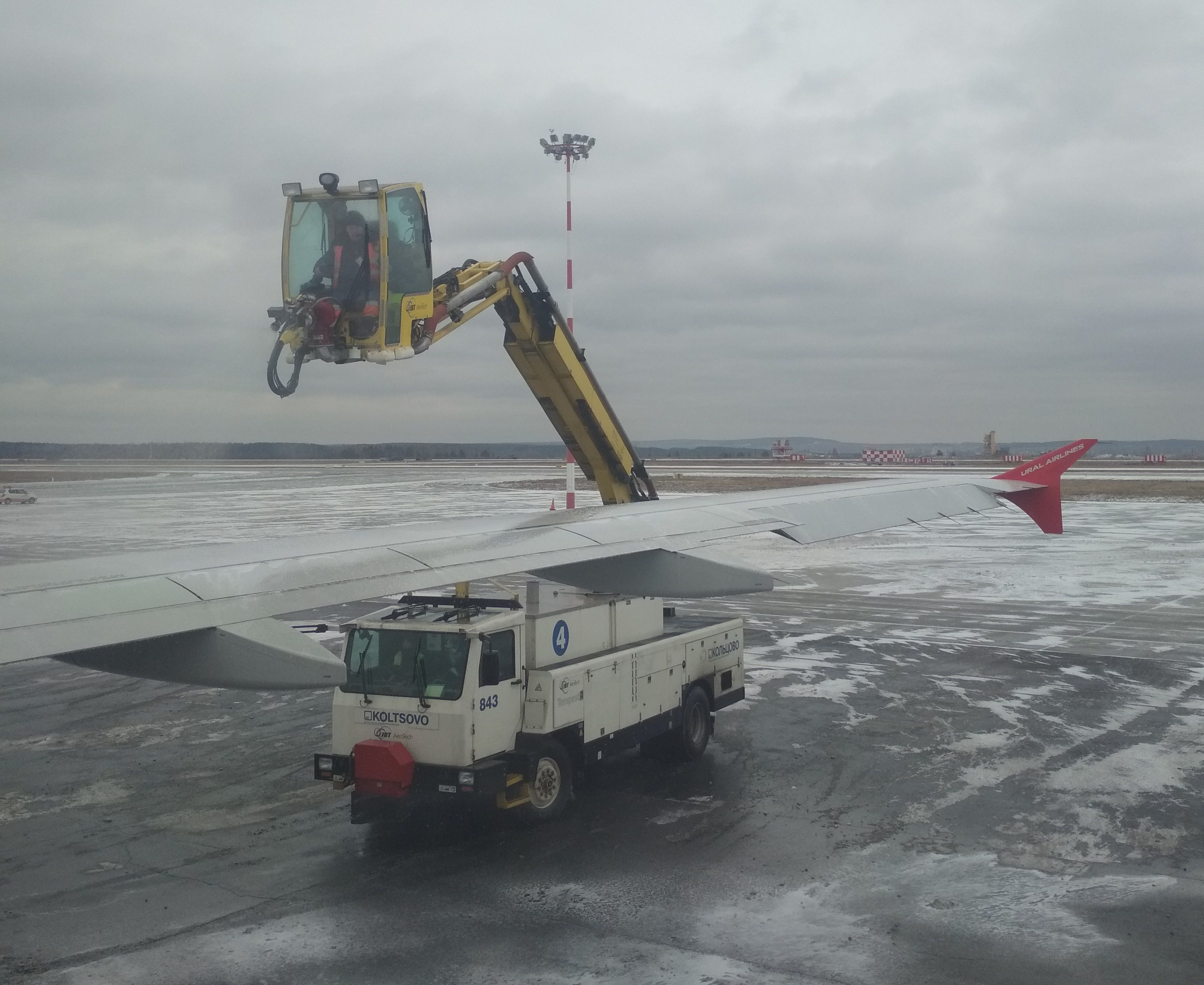
Противообледенительная обработка крыла самолёта Airbus A320 в аэропорту Кольцово

Противообледенительная обработка — обработка поверхностей воздушного судна (ВС) на земле перед полётом с целью удаления замёрзших осадков и предотвращения их появления на критических поверхностях ВС до взлёта.
Появление замёрзших осадков на поверхностях также называется наземным обледенением.

## Важность противообледенительной обработки
Необходимость в противообледенительной обработке обусловлена значительным влиянием замёрзших осадков на аэродинамические свойства поверхностей.
В частности, находящиеся на верхней поверхности крыла самолёта снег, иней и лёд снижают критический угол атаки, увеличивают скорость сваливания и превращают обтекающий поток из ламинарного в турбулентный.
В случае расположения двигателей сзади крыла, на хвосте, массовый вброс снега и льда во входные устройства авиадвигателей при взлёте может привести к помпажу и самовыключению двигателей. Известно несколько случаев авиакатастроф по этой причине.
Менее опасными последствиями являются повреждения передней кромки хвостового оперения слетающими с крыла кусочками льда. Однако образующиеся при этом вмятины вынуждают проводить периодические осмотры повреждений в эксплуатации; а также ремонты, что удорожает техническое обслуживание ВС.

## Концепция «Чистого крыла»
Она предусматривает, что перед полётом критические поверхности ВС должны быть свободными от всех видов отложений. Это относится к крылу, горизонтальному и вертикальному оперению.

## Виды наземного обледенения

### Иней
Иней — это конденсирующиеся и замерзающие на переохлаждённой поверхности водяные пары.

Как правило, это единственный вид обледенения, допускаемый на крыле. Согласно документам Airbus и Boeing, допускается тонкий слой инея (до 3 мм толщиной) на нижней поверхности крыла в районе топливных баков.

### Снег
Снег, выпадающий на поверхности ВС, может быть сухим или влажным. Влажный снег может примерзать или прилипать к поверхности и поэтому его удаление более трудоёмко и материалоёмко. 

Наличие снега, как правило, допускается на поверхности фюзеляжа ВС в небольших количествах.

### Переохлаждённый дождь
Это дождь, капли которого имеют отрицательную температуру, но ещё не замерзают в воздухе. При попадании таких капель на поверхность они сразу замерзают, образуя ледяную корку.

### Шуга
Шуга — это смесь воды с мелким льдом или снегом.

### Лёд
Лёд с точки зрения его удаления наиболее «неудобен», так как он, как правило, хорошо удерживается на поверхности за счёт примерзания и сравнительно устойчивее к механическим воздействиям, нежели остальные виды обледенения.

### «Топливный лёд»
«Топливный лёд» — это разновидность льда, образующаяся обычно при положительной температуре воздуха на поверхности ВС в районе расположения топливных баков (чаще всего находящихся внутри крыльев самолётов). Причина его появления заключается в сильном охлаждении топлива, находящегося во время полёта в сравнительно тонких крыльевых баках. Во время полёта самолёта на эшелоне температура окружающего воздуха может достигать −65 °C (при обычных −50..-60 °C), а время полёта часто исчисляется часами. Топливо при этом охлаждается до −10..-20 °C и ниже, и после посадки на охлаждённом крыле будет конденсироваться вода и возможно её замерзание.
«Топливный лёд» особенно опасен тем, что его трудно обнаружить визуально (он прозрачен и неотличим от влаги на крыле). Единственным надёжным способом его обнаружения остаётся ощупывание поверхности крыла голой рукой.

## Способы обработки
Обработка может включать несколько этапов:

### Механическое удаление
Наиболее применимо к недавно выпавшему рыхлому и сухому снегу; производится с помощью щёток, резиновых скребков и мётел.
Этот способ наиболее трудоёмок и, как правило, всё равно требует последующего применения противообледенительной жидкости (ПОЖ). К тому же он занимает значительное время и потому малоприменим в условиях интенсивного использования авиатехники.
Также для рыхлого снега может применяться его сдувание сильным потоком воздуха.

### Физико-химический метод
Обычно применяется облив поверхностей воздушных судов (ВС) противообледенительными жидкостями (ПОЖ). Такая обработка обычно производится с применением специальных машин — деайсеров, имеющих баки для содержания и подогрева ПОЖ и устройства для нанесения ПОЖ с регулировкой степени распыла (сплошной струёй или «конусом») и расхода ПОЖ. Машины могут иметь как открытую «люльку» для оператора, так и закрытую кабину с создаваемым комфортным микроклиматом и дистанционным управлением органами распыла ПОЖ. Кабина или «люлька» находится на конце управляемой оператором стрелы для доступа ко всем обрабатываемым участкам поверхностей сверху них.
Также могут применяться стационарные установки на оборудованных площадках — как в виде стрел с кабинами операторов, так и в виде больших «ворот», под которыми самолёты проруливают в процессе нанесения ПОЖ.
Как правило, при отсутствии осадков проводится только удаление обледенения нагретой примерно до +60..+70 °C ПОЖ. За счёт температуры ПОЖ растапливает осадки, которые далее смываются струёй жидкости. Содержание воды в ПОЖ может изменяться оператором в зависимости от погодных условий, что обеспечивает её экономию (в зависимости от типа жидкости она стоит единицы долларов США за 1 литр, а на самолёт размеров Boeing-737 может потребоваться от 100 л жидкости до тонны и более в неблагоприятных погодных условиях).
При продолжающихся осадках поверхность ВС после первого этапа обработки покрывается тонким слоем ПОЖ другого типа (отличающегося вязкостью), обеспечивающего более долговременную защиту. Время защитного действия зависит от типа ПОЖ и погодных условий и может составлять от нескольких минут (переохлаждённый дождь) до 45 минут (иней).
Остающаяся на поверхности ВС после обработки тонкая плёнка ПОЖ защищает поверхность ВС на время руления к ВПП и разбега, а затем сдувается встречным потоком воздуха при скорости примерно 150 км/час.
В настоящее время этот способ обработки наиболее широко распространён.

### Тепловой метод
При нём обледенение удаляется нагревом поверхности инфракрасными излучателями. В связи с большой энергоёмкостью и недостаточной эффективностью этот способ редко используется.
Также к тепловым методам можно отнести помещение ВС в тёплый ангар и заправку тёплым топливом.
Решение о необходимости противообледенительной обработки и её способах принимают командир воздушного судна (КВС) и наземный персонал, обслуживающий ВС.
Противообледенительная обработка и, особенно, её контроль до сих пор остаются областью, мало поддающейся механизации и требующей значительного применения ручного труда квалифицированного персонала.